# Nasa grandiflora
Nasa grandiflora är en brännreveväxtart som först beskrevs av Jean-Baptiste de Lamarck, och fick sitt nu gällande namn av Weigend. Nasa grandiflora ingår i släktet färgkronor, och familjen brännreveväxter. Inga underarter finns listade i Catalogue of Life.